# Rudolf Mauersberger

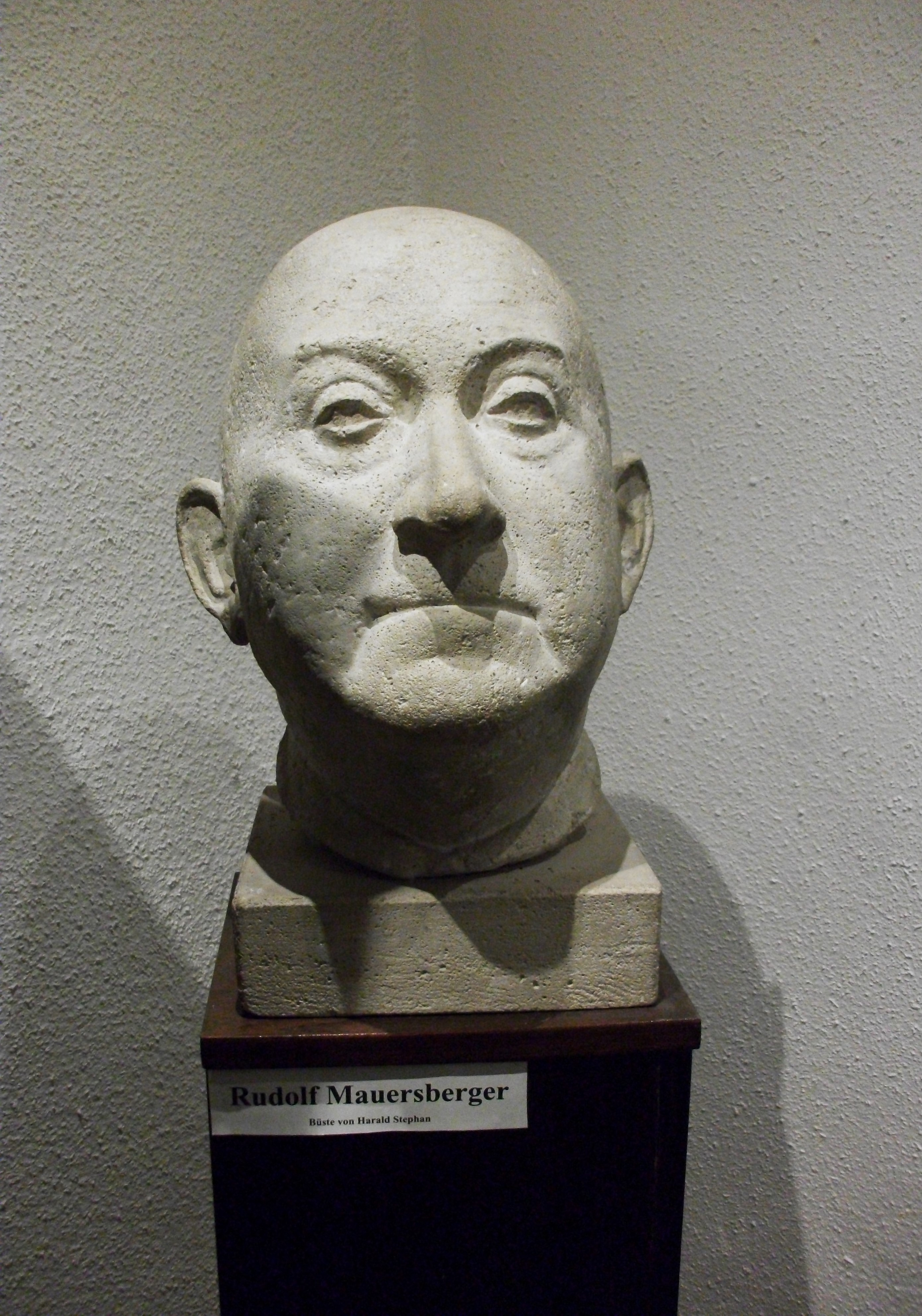
Mauersberger-Museum, Büste Rudolf Mauersberger

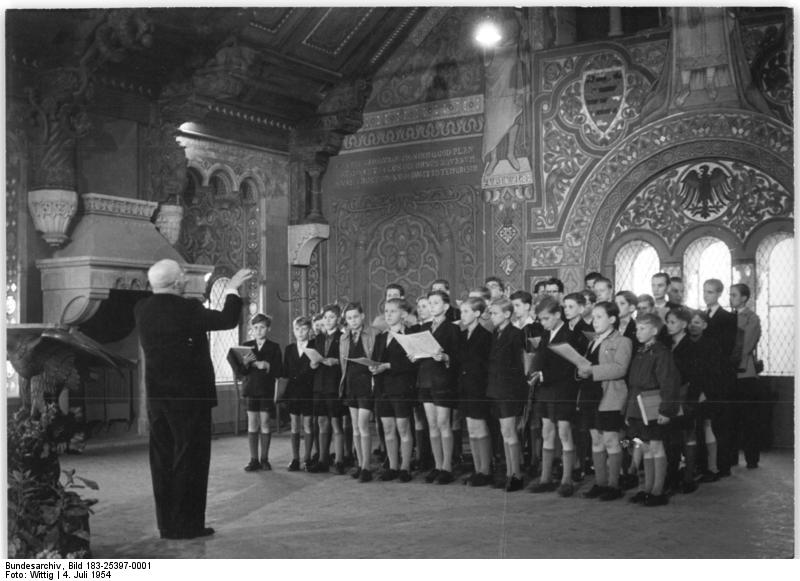
Mauersberger dirigiert den Kreuzchor auf der Wartburg (1954)

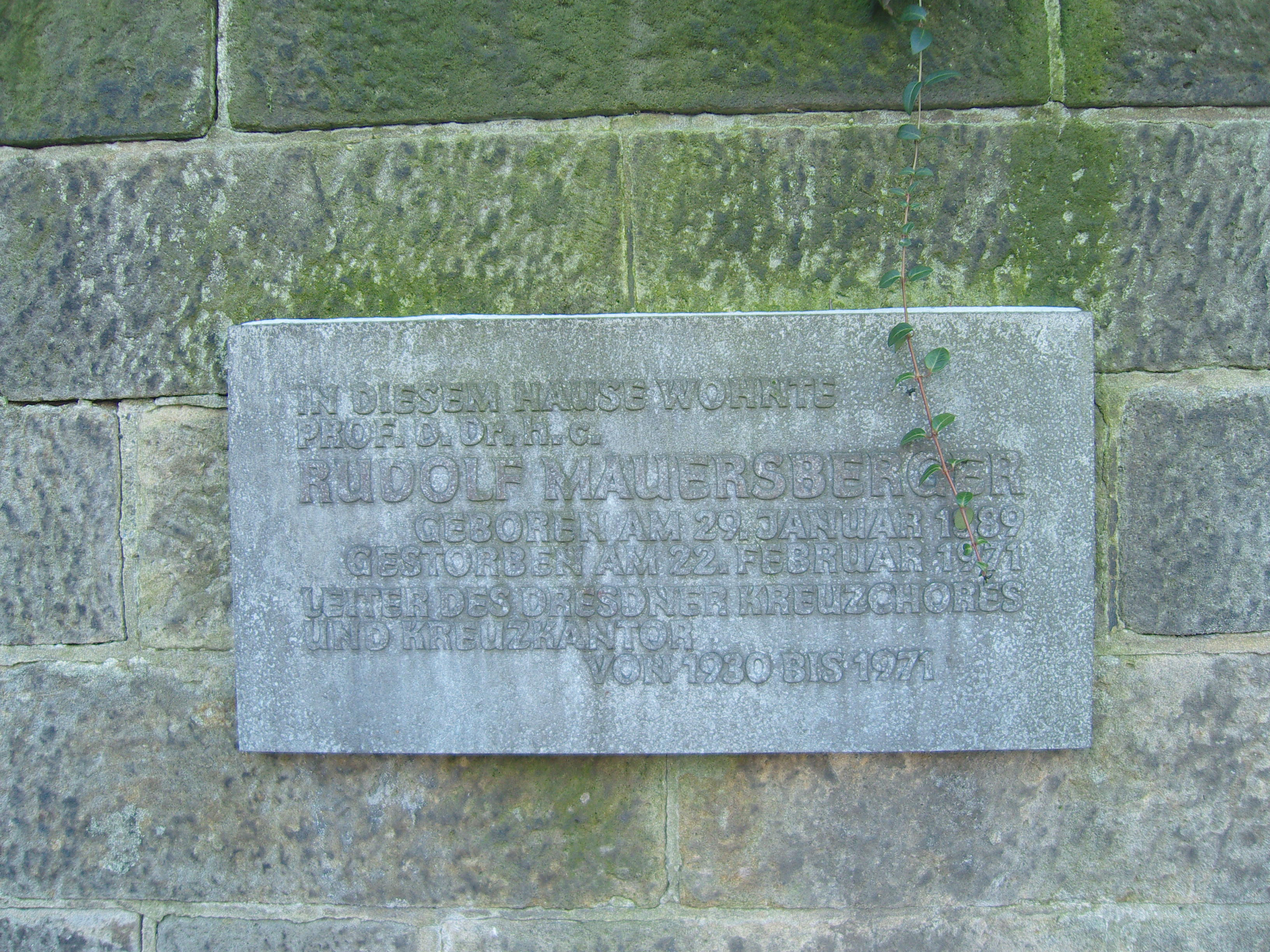
Gedenktafel am Wohnhaus in Dresden (Foto 2011)

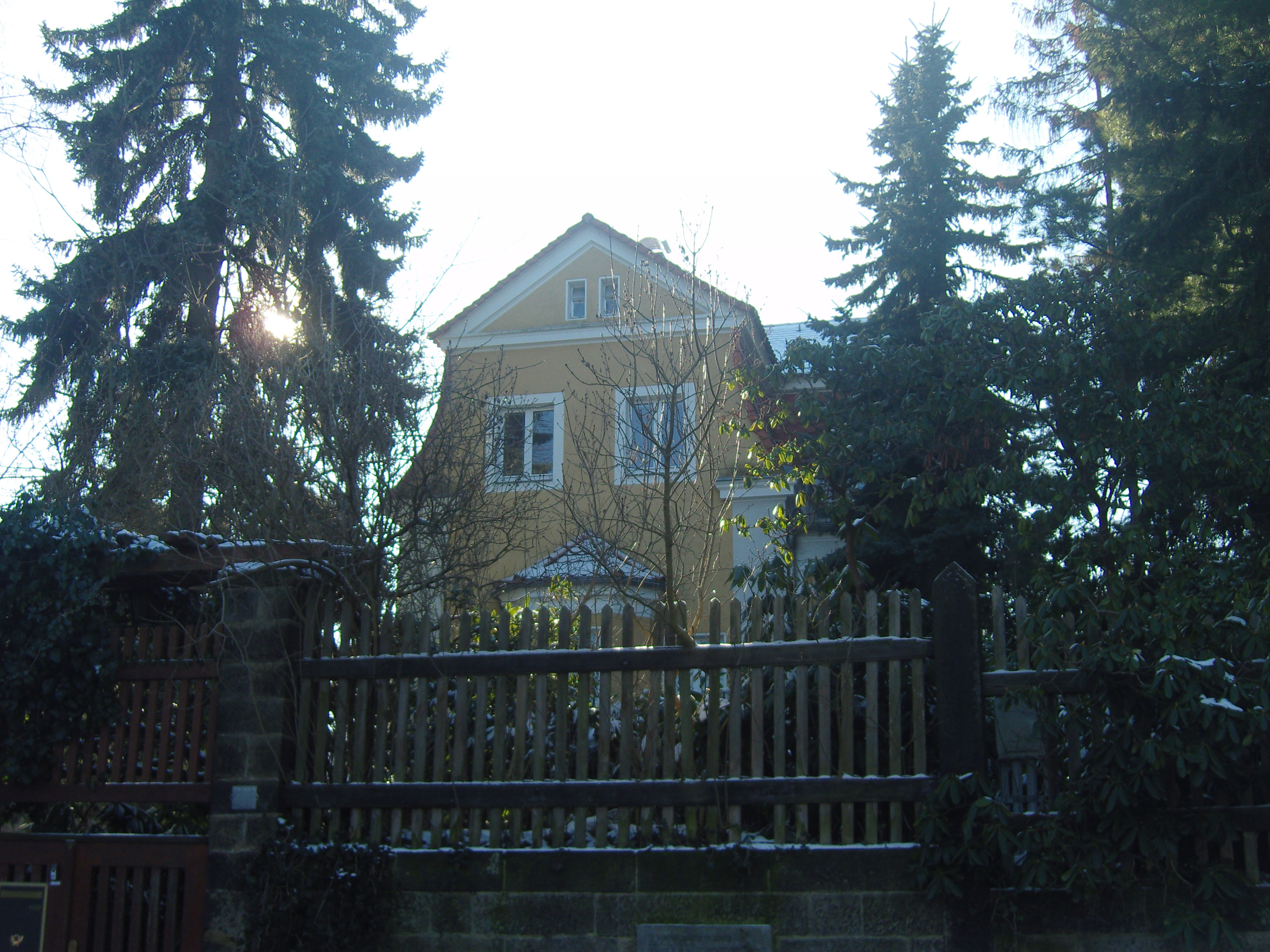
Wohnhaus in Dresden (Foto 2011)

Rudolf Mauersberger (* 29. Januar 1889 in Mauersberg; † 22. Februar 1971 in Dresden) war ein deutscher Chorleiter (Kreuzkantor) und Komponist. Von 1930 bis zu seinem Tod war er Leiter des Dresdner Kreuzchors.

## Leben

### Jugend und Ausbildung
Rudolf Mauersberger war der erste Sohn des aus Mildenau (Erzgeb.) stammenden Kantors und Lehrers Ferdinand Oswald Mauersberger in Mauersberg, seinem Heimatdorf im Erzgebirge. Die weiter zurückliegenden musikalischen Wurzeln des Vaters sollen auf böhmische Musikantengeschlechter zurückgehen, die etwa ab dem 17. Jahrhundert in Scharen über die Grenze strebten und sich gleich dahinter ansiedelten. Von 1895 bis 1902 besuchte er die Dorfschule im Erdgeschoss des von der Familie bewohnten Schulhauses. Ab seinem neunten Lebensjahr fungierte Rudolf Mauersberger, anfangs unter Zuhilfenahme einer Spezial-Kinderfußbank, während der Gottesdienste als Organist. 1902 wechselte er auf die einjährige Seminar-Vorschule in Annaberg und wurde anschließend in der St. Annenkirche konfirmiert. 1903 bis 1909 setzte er seine Ausbildung auf dem königlichen Lehrerseminar in Annaberg-Buchholz fort und leitete als Präfekt das Seminarorchester. Als „interner Zögling“ hatte er den Hin- und Rückweg zu seiner Familie einmal wöchentlich zu Fuß zurückzulegen.

### Frühes Wirken
Von 1909 bis 1912 leistete er seinen Militärdienst ab und arbeitete als Hilfslehrer. Er studierte von 1912 bis 1914 und 1918/19 am Konservatorium in Leipzig. Seine Lehrer waren dort Robert Teichmüller (Klavier), Karl Straube (Orgel), Stephan Krehl (Theorie) und Hans Sitt (Orchesterdirigieren). 1914 gewann er den Nikisch-Preis für Komposition. In den Kriegsjahren 1915 bis 1918 war er Soldat und Militärmusikleiter in Bad Lausick bei Leipzig. Nach Kriegsende ging er 1919 für sechs Jahre als Kantor und Organist sowie Leiter des Aachener Bachvereins an die Annakirche in Aachen sowie an das Städtische Konzerthaus Aachen. 1925 wurde er erster Landeskirchenmusikwart der evangelischen Landeskirche Thüringens und Kantor an Bachs Taufkirche St. Georg in Eisenach, wo er den Bachchor Eisenach sowie einen Knabenchor, den Georgenchor, gründete.

### Kreuzkantor und Kreuzchor in Dresden
1930 wurde Mauersberger aus etwa 80 Bewerbern nach Dresden zum Kreuzkantor und Leiter des Dresdner Kreuzchores berufen und trat sein Amt am 1. Juli 1930 an. 1931 erfolgte seine Ernennung zum Kirchenmusikdirektor. In seiner über 40 Jahre dauernden Amtszeit prägte er den Chor wie kein anderer vor ihm und führte ihn auf ein international anerkanntes Niveau.
Zum 1. Mai 1933 trat Mauersberger der NSDAP bei (Mitgliedsnummer 2.451.659). Hitler verlieh ihm zum 20. April 1938 den Titel Professor. Mauersberger stand 1944 in der Gottbegnadeten-Liste. Wie sein jüngerer Bruder Erhard Mauersberger war Rudolf Mitglied der Deutschen Christen. Älterer Überlieferung zufolge bemühte sich Mauersberger, die Einflüsse der NS-Ideologie vom Kreuzchor fernzuhalten. Die Sänger gehörten zwar geschlossen als „Gefolgschaft“ der Hitler-Jugend an; damit war zugleich aber deren Einfluss begrenzt. Mauersberger weigerte sich, NS-Gesänge mit dem Chor zur Aufführung zu bringen. Im Gegenteil wurde der christliche Charakter des Chores noch stärker akzentuiert.
Kruzianer aus dieser Zeit berichten, dass der Chor nur ein einziges Mal gezwungen war, HJ-Uniformen anzulegen, und zwar bei einer offiziellen Verabschiedung durch die Stadt im Dresdner Hauptbahnhof vor einer Konzertreise in die besetzten Niederlande 1944. Als Mauersberger von dieser Absicht erfuhr, erschien er zur Abfahrt nicht, sondern ließ sich zum nächsten Bahnhof, Dresden-Neustadt, chauffieren und gab beim Zusteigen die Anweisung, die braunen Hemden sofort gegen Zivilkleidung auszuwechseln.
Mauersberger setzte sich über Aufführungsverbote hinweg und bezog Werke jüdischer und verfemter Komponisten wie Felix Mendelssohn Bartholdy und Günter Raphael in die Programme des Kreuzchores ein, auch noch im Herbst 1938 auf der zweiten USA-Tournee des Kreuzchores.
Seine Gegnerschaft zu NS-Kulthandlungen motivierte ihn dazu, die Gottesdienste und Vespern in der Dresdner Kreuzkirche zunehmend im Sinne der liturgischen Erneuerung mit Hauptchor und Altarchor in liturgischer Kurrendekleidung mit Kerzen umzugestalten, um damit einen kirchlichen Gegenakzent zu setzen. Beispiele dafür sind die Christvesper aus den 1930er Jahren, die Christmette von 1936 und die Ostermette von 1940. In ihrer musikalischen Gestalt fast unverändert, sind sie noch heute feste Bestandteile des Weihnachts- und des Osterfestes in der Dresdner Kreuzkirche.
Die Dresdner Kreuzkirche und mit ihr das gesamte Chorarchiv wurden in der Bombennacht vom 13. auf den 14. Februar 1945 zerstört. Auch elf Kruzianer kamen bei den verheerenden Luftangriffen auf Dresden ums Leben.
Zu Mauersbergers Verdiensten zählt die Neubelebung des Chores kurz nach dem Zweiten Weltkrieg. Die erste Kreuzchorvesper nach Kriegsende fand am 4. August 1945 in der ausgebrannten Kreuzkirche statt. Zur Uraufführung kam Mauersbergers Trauermotette „Wie liegt die Stadt so wüst“, ein A-cappella-Werk, entstanden am Karfreitag und -samstag 1945. Darin verarbeitete Mauersberger das ihn bestürzende Erlebnis des brennenden Dresden und der völlig zerstörten Stadt; den Text entnahm er den Klageliedern Jeremias.
Johann Sebastian Bachs h-Moll-Messe leitete Rudolf Mauersberger 1968 als 79-jähriger Kreuzkantor insgesamt drei Mal, zuletzt am 7. Dezember 1968. Neben seinem unermüdlichen Einsatz für den Wiederaufbau des Kreuzchors im zerstörten Dresden nach 1945 ist zu würdigen, dass er sich während seiner gesamten Amtszeit für eine liturgische Einbindung des Chores in die gottesdienstliche Praxis der Kreuzkirche einsetzte, eine umfassende Pflege der Werke von Johann Sebastian Bach und Heinrich Schütz betrieb (jährliche Heinrich-Schütz-Tage des Kreuzchores 1955–1970, Schallplattenaufnahmen für die Schütz-Edition sowie Stiftung der Schütz-Kapelle in der Kreuzkirche) und sich stets auch der zeitgenössischen Musik in Dresden widmete.

### Ehrungen

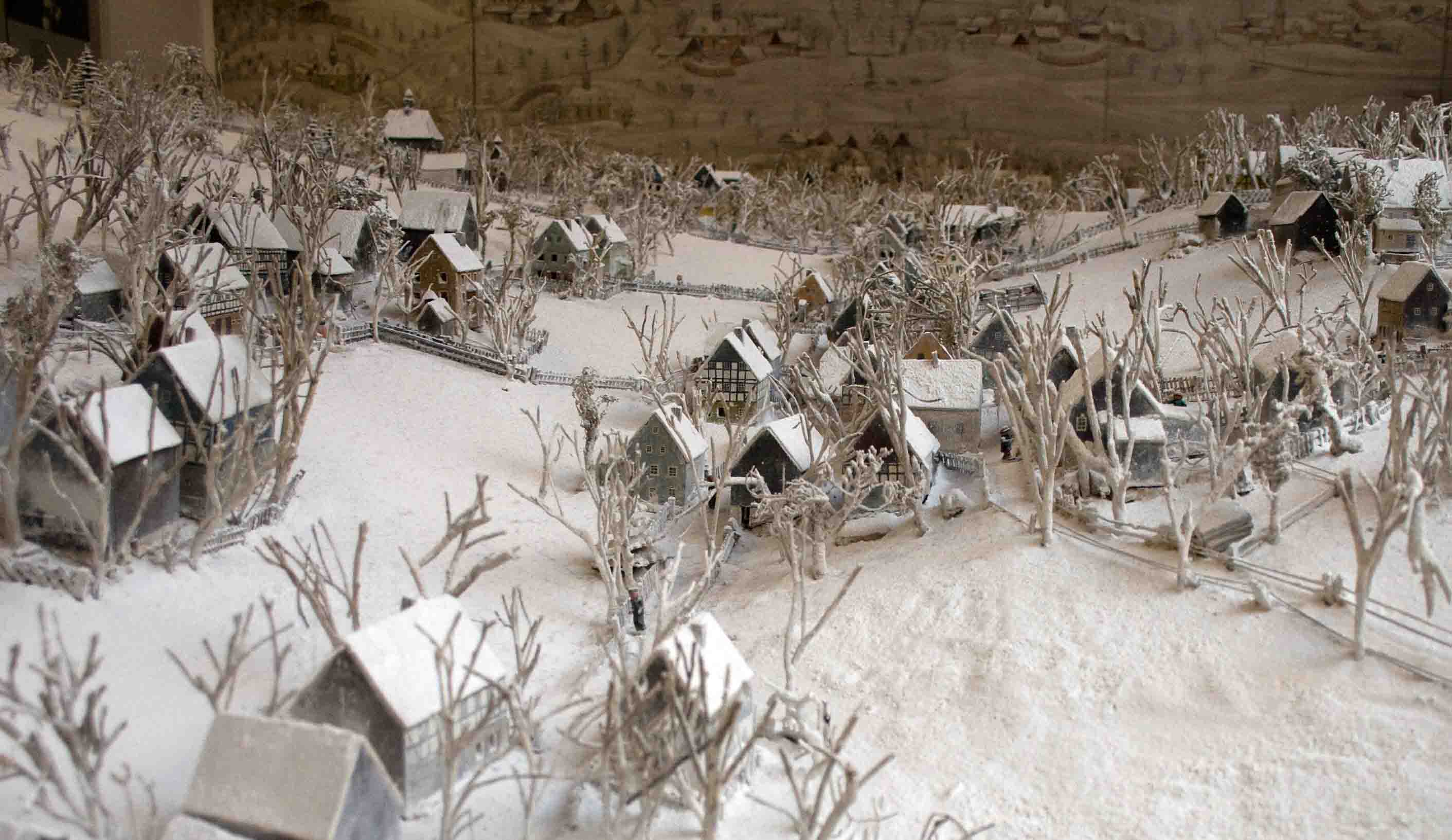
Dorfmodell Mauersberg, Mauersberger-Museum, 1926 von R. Mauersberger selbst gebastelt

1950 wurde ihm zusammen mit dem Kreuzchor der Nationalpreis der DDR 2. Klasse verliehen, 1964 erhielt er den Martin-Andersen-Nexö-Kunstpreis. 1954 wurde er zum pädagogischen Ehrendoktor an der Humboldt-Universität zu Berlin und 1959 zum theologischen Ehrendoktor an der Philipps-Universität Marburg ernannt. Er war Mitglied der CDU der DDR und zeitweise Mitglied im CDU-Hauptvorstand. 1969 erhielt er den Vaterländischen Verdienstorden in Gold. Bereits 1955 hatte er die Ausführung in Bronze zusammen mit dem Kreuzchor sowie 1964 in Silber erhalten.
Ehrenmitglied der Internationalen Heinrich-Schütz-Gesellschaft wurde er 1964, der Neuen Bachgesellschaft 1969 und der Dresdner Philharmonie 1970. Sein Grab befindet sich in der Familiengruft in Mauersberg (Erzgebirge). Der Ort ehrt ihn durch das Mauersberger-Museum, das ihm und seinem Bruder Erhard Mauersberger, der von 1961 bis 1972 in Leipzig Thomaskantor war, gewidmet ist. Rudolf Mauersberger führte den Dresdner Kreuzchor zu Weltruhm.

### Kirchenwiederaufbau in seinem Heimatort

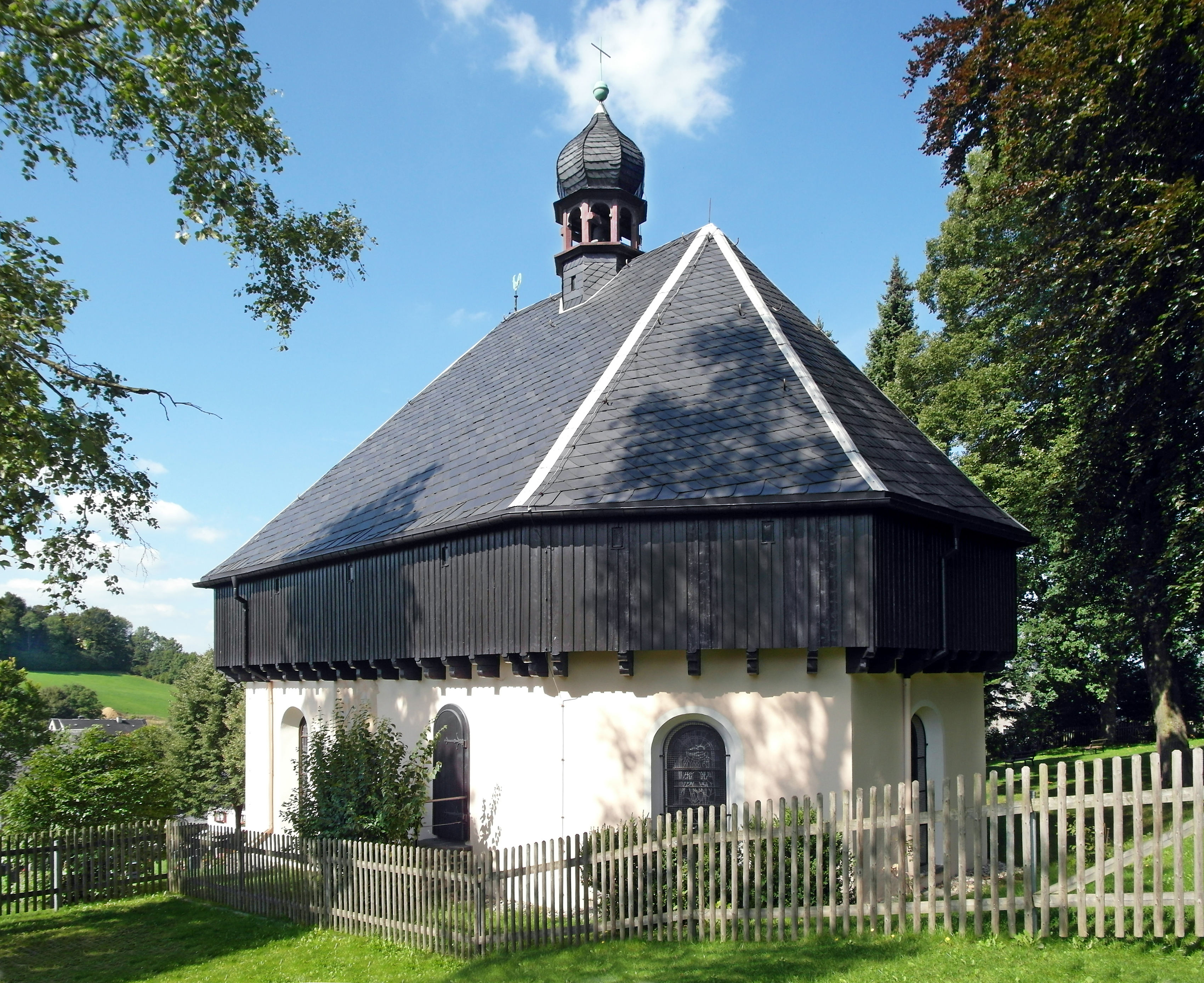
Kreuzkapelle Mauersberg 2017

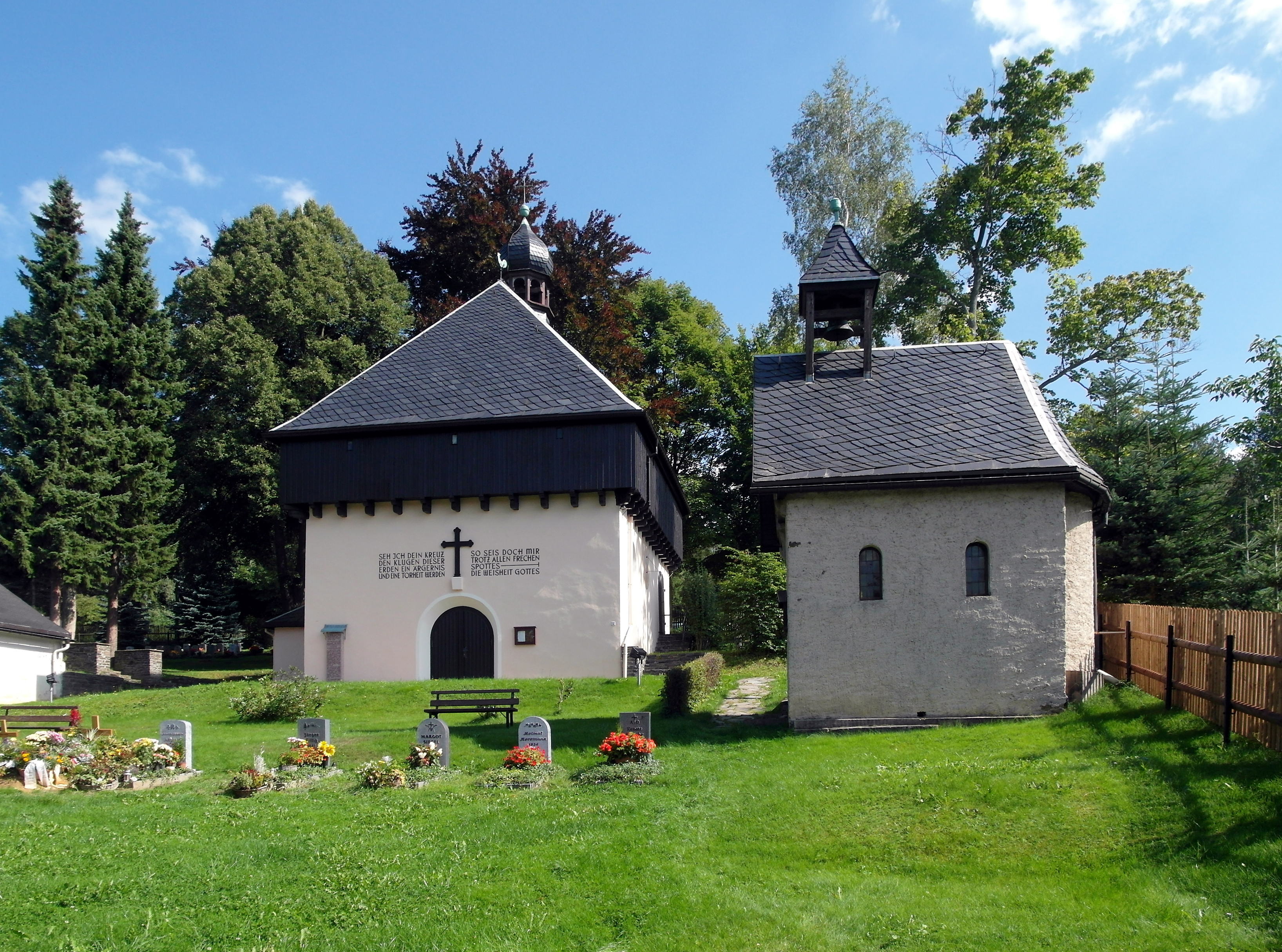
Kreuzkapelle Mauersberg und Familiengruft Mauersberger

1951 gründete Rudolf Mauersberger eine Stiftung für den Wiederaufbau der ehemaligen Wehrkirche in Mauersberg, die 1889 abgerissen worden war. Die heutige Kreuzkapelle wurde 1953 geweiht. Aus der alten Kirche erhalten und wieder eingefügt wurde die Glocke aus dem Jahr 1571. Der Architekt Fritz Steudtner gestaltete den Innenraum. Ein Zeugnis aus den 1950er Jahren ist der Totentanz im Altarraum von Otto Rost. Die Gesichter und Gestalten lassen Frauen und Männer aus Mauersberg und Umgebung erkennen. Emporen- und Deckenbemalung sowie die Buntglasfenster in der Kreuzkapelle gestaltete Helmar Helas aus Dresden. Der neue Aufbau nahm den ehemaligen Wehrgang auf und verlegte ihn ins Innere der Kirche, um dadurch eine zweite Empore zu erhalten.
Nach ihm ist die nördlich des Großen Gartens im Dresdner Stadtteil Striesen gelegene Rudolf-Mauersberger-Straße benannt.

## Schüler
Zu Mauersbergers Schülern gehörten unter anderem die Sänger Theo Adam, Peter Schreier und Olaf Bär, der Dresdner Komponist Udo Zimmermann und Hans Thamm, der 1946 den Windsbacher Knabenchor gründete, sowie der Dirigent Hartmut Haenchen.

## Darstellung Mauersbergers in der bildenden Kunst
- Franz Beyer: Prof. D. Dr. Rudolf Mauersberger (Plakette, Bronze, 1967)
- Hanna Hausmann-Kohlmann: Rudolf Mauersberger (Scherenschnitt, 1942)[14]
- Harald Stephan: Prof. Rudolf Mauersberger (Porträtplastik, Zement, gegossen, 1971)[15]

## Fotografische Darstellung Mauersbergers
- Li (Charlotte) Naewiger: Porträt Rudolf Mauersberger (aus einer Serie von Fotografien; 1954)[16]

## Kompositionen (Auswahl)
„Wie liegt die Stadt so wüst“ ist das erste Stück aus dem „Chorzyklus Dresden“, der neben den Chorzyklen „Erzgebirge“ und „Weihnachten“ das umfangreiche vokalmusikalische Schaffen Mauersbergers dokumentiert. Weitere Werke folgten, so zum Beispiel das „Dresdner Requiem“, die „Geistliche Sommermusik“, die „Lukas-Passion“ und das „Dresdner Te Deum“. Außerdem arrangierte Mauersberger geistliche und Volkslieder in anspruchsvollen Chorsätzen. Mauersbergers Werke sind im Werkverzeichnis Rudolf Mauersberger (RMWV) erfasst.
Chorzyklen für Soli und gemischten Chor a cappella
- Zyklus Tag und Ewigkeit, 1943
- Weihnachtszyklus der Kruzianer, 1944–1946, daraus „Kleiner Dresdner Weihnachtszyklus“, 1951
- Zyklus Dresden, 1945–1950, 1955 beendet, daraus der Trauerhymnus „Wie liegt die Stadt so wüst“
- Zyklus Erzgebirge, 1946–1954
- Der kleine Jahrkreis, 1950

Geistliche Werke
- Christvesper mit Turmgesängen, 1932–1963
- Christmette, 1936
- „Fangt euer Tagwerk fröhlich an“, 5 kleine Spruchmotetten 1940, 1943
- Ostermette, 1941
- Dresdner Te Deum, 1944/45
- Passionsmusik nach dem Lukasevangelium, 1947
- Dresdner Requiem, 1947/48
- Geh aus, mein Herz, und suche Freud – Geistliche Sommermusik, 1948
- Eine kleine Weihnachtskantate, 1948
- Motette vom Frieden, 1953
- Evangelische Messe, 1954
- Gesänge für die Kreuzkapelle zu Mauersberg, 1954–1956

Weltliche Werke
- „Maiwärts“, Frühlingsode, 1917/18
- Pfeifen, 1942
- Kritik des Herzens, 1958
- „Habt Ruh und Frieden“, Gedächtnisgesang, 1943
- Drei Jahreszeitengedichte, 1965/66

Instrumentalmusik
- Klaviertrio c-Moll, 1913/14
- Introduktion, Ciaconna und Choral e-Moll für Orgel, 1912–1914
- Introduktion und Passacaglia a-Moll für Orgel, 1912–1914
- Präludium und Doppelfuge d-moll für Orgel, 1912–1914
- Freie Orgelwerke, 1914–1916
- Sinfonie e-Moll (Tragische), 1914–1916

## Diskographie (Auswahl)
Mit dem Dresdner Kreuzchor:
- Johann Sebastian Bach, h-Moll-Messe (Aufnahme 1958)
- Heinrich Schütz, Geistliche Chormusik (1648) (Aufnahme 1962/63)
- Heinrich Schütz, Psalmen Davids 1 (SWV 23, 25, 28, 29, 33, 34, 35, 36) (Aufnahme 1965)
- Heinrich Schütz, Cantiones Sacrae (1625) – SWV 53–96 (Aufnahme 1963)
- Heinrich Schütz, Doppelchörige Motetten (SWV 24, 31, 41, 417, 464, Anh. 8), Deutsches Magnifikat, SWV 494 (Aufnahme 1965)
- Heinrich Schütz, Kleine geistliche Konzerte 1 (SWV 302, 304, 305, 329, 330, 331, 332, 335, 336, 337) (Aufnahme 1966)
- Heinrich Schütz, Kleine geistliche Konzerte 2 (SWV 282, 285, 287, 288, 289, 290, 291, 292, 295, 296, 300, 308, 317, 320, 325)
- Heinrich Schütz, Kleine geistliche Konzerte 3 SWV 283, 284, 294, 297, 306, 307, 309, 310, 311, 312, 316, 318, 319, 324
- Heinrich Schütz, Lukas-Passion, SWV 480 (Aufnahme 1965)
- Heinrich Schütz, Mehrchörige Konzerte (SWV 465, 468, 469, 476, Anh. 3, Anh. 9) (Aufnahme 1970)
- Heinrich Schütz, Musikalische Exequien, SWV 279–281, Die sieben Worte Jesu Christi am Kreuz, SWV 478 (Aufnahme 1966 und 1969)
- Heinrich Schütz, Symphoniae Sacrae 1 (SWV 405, 407, 409, 413, 414, 415, 416, 418)
- Heinrich Schütz, Symphoniae Sacrae 2 (SWV 260, 261, 262, 359, 360, 403, 406, 411)
- Choräle der Lutherzeit (Aufnahme 1967)

Mit dem Dresdner Kreuzchor und dem Thomanerchor, unter gemeinsamer musikalischer Leitung mit seinem Bruder Erhard Mauersberger:
- Johann Sebastian Bach, Matthäus-Passion (Aufnahme 1970)

Werke von Rudolf Mauersberger mit dem Dresdner Kreuzchor unter Leitung des Komponisten:
- Weihnachten mit dem Dresdner Kreuzchor (darunter Werke aus der Christvesper der Kruzianer, RMWV 7 von Rudolf Mauersberger) (Aufnahme 1964)
- Fangt euer Tagwerk fröhlich an – Volkslieder / Chöre (darunter aus Werken von Rudolf Mauersberger RMWV 1, 5, 43, 382, 386, 396, 398, 399, 401/1, 432) (Aufnahme 1964)
- Christmette des Dresdner Kreuzchores mit einem Christmettenspiel der Alumnen, RMWV 71 von Rudolf Mauersberger (Aufnahme 1962)
- Chormusik (Werke von Rudolf Mauersberger aus RMWV 1, 2, 4, 5, 10, 11) (Aufnahmen 1949–1967)
- Peter Schreier – Knabenalt des Dresdner Kreuzchores (darunter aus Werken von Rudolf Mauersberger RMWV 1, 5, 7, 10, 11, 401/1, 424, 425) (Aufnahmen 1949–1951)
- Rudolf Mauersberger und der Dresdner Kreuzchor (darunter aus Werken von Rudolf Mauersberger RMWV 1, 10) (Aufnahmen 1951–1960)

Werke von Rudolf Mauersberger ohne Mitwirkung des Komponisten:
- Christmette des Dresdner Kreuzchores, RMWV 73, Dresdner Kreuzchor, Dirigent: Martin Flämig (Aufnahme 1984)
- Kammermusik: Klaviertrio, RMWV 448 / Streichquartett, RMWV 449, Sächsische Streichersolisten der Staatskapelle Dresden (Aufnahme 1991)
- Lukaspassion, RMWV 9, Thüringischer Akademischer Singkreis, Dirigent: Wolfgang Unger (Aufnahme 1991)
- Christvesper des Dresdner Kreuzchores, RMWV 7, Dresdner Kreuzchor, Dirigent: Gothart Stier (Aufnahme 1993)
- Wie liegt die Stadt so wüst, aus RMWV 7 / Dresdner Requiem, RMWV 10, Dresdner Kreuzchor, Dirigent: Matthias Jung (Aufnahme 1994)
- Geh aus, mein Herz, und suche Freud, RMWV 11 – Eine geistliche Sommermusik, Thüringischer Akademischer Singkreis, Dirigent: Wolfgang Unger (Aufnahme 1994)

## Nachlass
Der kompositorische Nachlass von Rudolf Mauersberger umfasst circa 475 Katalognummern mit Manuskripten, Abschriften oder Kopien und wird seit 1973 in der Musikabteilung der Sächsischen Landesbibliothek – Staats- und Universitätsbibliothek Dresden aufbewahrt (Signatur: Mus. 11302-…).

## Werkverzeichnisse
Zum Gesamtwerk siehe
- das Werkverzeichnis Rudolf Mauersberger sowie
- Matthias Herrmann: Rudolf Mauersberger (1889–1971), Werkverzeichnis (RMWV) (= Studien und Materialien zur Musikgeschichte Dresdens. Band 3). 2., gänzl. neu bearb. Auflage. Sächsische Landesbibliothek, Dresden 1991, DNB 921402317, urn:nbn:de:bsz:14-db-id3991039024 (XI, 155 S.; Scan der SLUB).